# サイクリンB1
サイクリンB1（英: cyclin B1）は、ヒトではCCNB1遺伝子にコードされるタンパク質である。

## 機能
サイクリンB1は有糸分裂に関与する調節タンパク質である。サイクリンB1はp34（CDK1）と複合体を形成し、成熟促進因子（MPF）を形成する。CCNB1遺伝子の転写産物には恒常的に発現しているものと細胞周期によって調節されるものの2種類が見つかっており、後者は主にG2/M期に発現する。これらではそれぞれ異なる転写開始部位が用いられている。
サイクリンB1は、有糸分裂への従事を決定する際の「全か無か」のスイッチ的挙動に寄与する。その活性化はよく調節されており、いったん活性化されたサイクリンB1-Cdk1複合体が不活性化されることがないよう、ポジティブフィードバックループによる保証が行われている。サイクリンB1-Cdk1は、染色体凝縮や核膜の解体、紡錘体極の組み立てなど、有糸分裂の初期のイベントに関与している。活性化されたサイクリンB1-Cdk1は13Sコンデンシンをリン酸化して活性化し、コンデンシンは染色体凝縮を補助する。また、核膜はラミンのネットワークによって支えられた巨大なタンパク質複合体を含む膜構造体であり、サイクリンB1-Cdk1によるラミンのリン酸化はこのネットワークの解離を引き起こし、核膜は構造的完全性が損なわれて解体される。核膜の崩壊は、紡錘体の染色体への接近を可能にする重要なイベントである。

## 調節

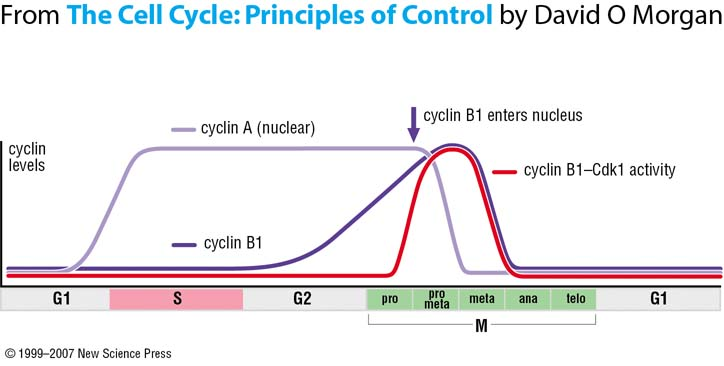
サイクリンB1は細胞周期を通じて蓄積するが、機能するためには活性化が必要である。有糸分裂の終結時に分解され、次の細胞周期を通じて再び蓄積する。

全てのサイクリンと同様、サイクリンB1の濃度は細胞周期を通じて変動する。有糸分裂の直前の細胞には多量のサイクリンB1が存在するが、Wee1キナーゼによるCdk1のリン酸化のために不活性状態となっている。この複合体はホスファターゼCdc25による脱リン酸化によって活性化される。Cdc25は細胞内に常に存在するが、リン酸化によって活性化される。Cdc25の活性化のトリガーとして考えらえているのは、サイクリンA-Cdkによるリン酸化であり、この複合体は細胞周期においてサイクリンB1-Cdkよりも前の段階で機能する。また、活性型のCdk1もCdc25をリン酸化して活性化することができるため、自身を活性化するポジティブフィードバックループが形成されることとなる。サイクリンB1-Cdk1は活性化されると、有糸分裂の以降の段階では活性状態に維持される。
サイクリンB1-Cdk1の活性は細胞内局在によっても調節される。有糸分裂より前の段階ではほぼすべてのサイクリンB1が細胞質に位置しているが、有糸分裂前期の終盤に核内へ再局在する。この移行はサイクリンB1のリン酸化によって調節されており、複合体の活性調節がCdk1のリン酸化を介して行われるのとは対照的である。サイクリンB1のリン酸化は核内への移行を引き起こし、またこのリン酸化は核外搬出シグナルを遮断して核からの搬出を妨げる。サイクリンB1はPoloキナーゼとCdk1によってリン酸化され、ここでもサイクリンB1-Cdk1の運命を決定するポジティブフィードバックループが形成される。
有糸分裂の終結時にはサイクリンB1はAPCによる分解の標的となり、細胞は有糸分裂を脱することが可能となる。

## 相互作用
サイクリンB1はCDK1、GADD45A、RALBP1と相互作用することが示されている。

## がん
がんの特徴の1つは細胞周期の調節の欠如である。サイクリンB1の役割はG2期からM期への移行であるが、サイクリンB1が過剰発現しているがん細胞では、パートナーとなるCdkへの結合によって無制御な細胞増殖が引き起こされる場合がある。Cdkとの結合は不適切な時期に基質のリン酸化を引き起こし、調節を受けない増殖をもたらす場合がある。この異常はがん抑制タンパク質であるp53の不活性化の影響としても引き起こされ、野生型のp53はサイクリンB1の発現を抑制することが示されている。
これまでの研究では、サイクリンB1の高発現は、乳がん、子宮頸がん、胃がん、大腸がん、頭頸部扁平上皮がん、非小細胞肺がん、結腸がん、前立腺がん、口腔がん、食道がんなどさまざまながんでみられることが示されている。多くの場合、サイクリンB1の高レベルの発現は腫瘍細胞の不死化、染色体不安定性に寄与する異数性や特定のがんのaggressiveness（急速な進行）が生じるより前の段階でみられる。こうした高レベルのサイクリンB1は腫瘍の浸潤性や悪性度と関係しているため、サイクリンB1の濃度はがん患者の予後の判断にも利用することができる。例えば、サイクリンB1-CDK1の発現の増加は乳がん組織で有意に高く、乳がんのリンパ節転移を増加させることが示されている。
サイクリンB1は核または細胞質に存在し、過剰発現は各場所で悪性化に影響を与える。活性が弱い細胞質のサイクリンB1と比較して、核に優位なサイクリンB1の発現はより予後が悪い。この傾向は食道がん、頭頸部扁平上皮がん、乳がんでみられる。

### ダウンレギュレーションとがんの抑制
サイクリンB1の過剰発現が行われる正確な機構は完全には解明されていないが、サイクリンB1のダウンレギュレーションによって腫瘍の縮小が引き起こされる場合があることが示されている。そのため、サイクリンB1を分解標的とする遺伝子またはタンパク質のデリバリーはがん抑制治療の選択肢となる可能性がある。これまでの研究では、サイクリンB1は腫瘍細胞の生存と増殖に必須であり、その発現レベルの低下は腫瘍細胞特異的に細胞死を引き起こし、正常細胞の細胞死は引き起こさないことが示されている。サイクリンB1の減少によって細胞は細胞周期のG2期で停止し、染色体の凝縮と整列が妨げられることで細胞死が誘導される。しかしながら、サイクリンB1特異的なダウンレギュレーションは、Cdk1、Cdc25c、Plk1、サイクリンAなど、G2期からM期への移行を促進する他の分子には影響しなかった。そのため、サイクリンB1に加えてこれらの変異を修正する治療遺伝子のデリバリーが、がん抑制治療の有力な選択肢となると考えられる。

### 腫瘍抗原
がんの初期段階ではサイクリンB1濃度が高く、このことは免疫系に認識され、抗体やT細胞が産生される。そのため、免疫反応のモニタリングによる初期のがんの発見の可能性がある。ELISAによってサイクリンB1を認識する抗体の測定を行うことができる。

### 乳がん
サイクリンB1の発現レベルは、乳がん患者の予後の判断のためのツールとして利用できる。サイクリンB1の細胞内濃度は、がんの予後に重要な意味を持つ。核内の高レベルのサイクリンB1は、腫瘍グレードの高さ、腫瘍サイズの大きさ、転移確率の高さと関係しており、そのため高レベルのサイクリンB1は予後の悪さの予測因子となる。

### 肺がん
非小細胞肺がんに関する研究では、高レベルのサイクリンB1が予後の悪さと関係していることが示されている。また、この発現レベルの相関は扁平上皮がんの患者においてのみみられることも示された。このことは、サイクリンB1発現の初期非小細胞肺がん患者の予後マーカーとしての可能性を示している。

## 関連文献
- “Human immunodeficiency virus type-1 accessory protein Vpr: a causative agent of the AIDS-related insulin resistance/lipodystrophy syndrome?”. Ann. N. Y. Acad. Sci. 1024 (1):  153–67. (2004). Bibcode: 2004NYASA1024..153K. doi:10.1196/annals.1321.013. PMID 15265780.
- “Cytoplasmic accumulation of cyclin B1 in human cells: association with a detergent-resistant compartment and with the centrosome”. J. Cell Sci. 101 (3):  529–45. (1992). doi:10.1242/jcs.101.3.529. PMID 1387877.
- “Specific activation of cdc25 tyrosine phosphatases by B-type cyclins: evidence for multiple roles of mitotic cyclins”. Cell 67 (6):  1181–94. (1991). doi:10.1016/0092-8674(91)90294-9. PMID 1836978.
- “Isolation of a human cyclin cDNA: evidence for cyclin mRNA and protein regulation in the cell cycle and for interaction with p34cdc2”. Cell 58 (5):  833–46. (1989). doi:10.1016/0092-8674(89)90936-7. PMID 2570636.
- “Human immunodeficiency virus type 1 viral protein R (Vpr) arrests cells in the G2 phase of the cell cycle by inhibiting p34cdc2 activity”. J. Virol. 69 (11):  6705–11. (1995). doi:10.1128/JVI.69.11.6705-6711.1995. PMC 189580. PMID 7474080.
- “Human immunodeficiency virus type 1 Vpr arrests the cell cycle in G2 by inhibiting the activation of p34cdc2-cyclin B”. J. Virol. 69 (11):  6859–64. (1995). doi:10.1128/JVI.69.11.6859-6864.1995. PMC 189600. PMID 7474100.
- “Mutational analysis of cell cycle arrest, nuclear localization and virion packaging of human immunodeficiency virus type 1 Vpr”. J. Virol. 69 (12):  7909–16. (1995). doi:10.1128/JVI.69.12.7909-7916.1995. PMC 189735. PMID 7494303.
- “The human immunodeficiency virus type 1 vpr gene arrests infected T cells in the G2 + M phase of the cell cycle”. J. Virol. 69 (10):  6304–13. (1995). doi:10.1128/JVI.69.10.6304-6313.1995. PMC 189529. PMID 7666531.
- “Human cyclins B1 and B2 are localized to strikingly different structures: B1 to microtubules, B2 primarily to the Golgi apparatus”. EMBO J. 14 (8):  1646–54. (1995). doi:10.1002/j.1460-2075.1995.tb07153.x. PMC 398257. PMID 7737117.
- “Structure and growth-dependent regulation of the human cyclin B1 promoter”. Exp. Cell Res. 216 (2):  396–402. (1995). doi:10.1006/excr.1995.1050. PMID 7843284.
- “Cyclin B interaction with microtubule-associated protein 4 (MAP4) targets p34cdc2 kinase to microtubules and is a potential regulator of M-phase microtubule dynamics”. J. Cell Biol. 128 (5):  849–62. (1995). doi:10.1083/jcb.128.5.849. PMC 2120387. PMID 7876309.
- “The differential localization of human cyclins A and B is due to a cytoplasmic retention signal in cyclin B”. EMBO J. 13 (16):  3772–81. (1994). doi:10.1002/j.1460-2075.1994.tb06688.x. PMC 395290. PMID 8070405.
- “Subunit rearrangement of the cyclin-dependent kinases is associated with cellular transformation”. Genes Dev. 7 (8):  1572–83. (1993). doi:10.1101/gad.7.8.1572. PMID 8101826.
- “Functional analysis of the P box, a domain in cyclin B required for the activation of Cdc25”. Cell 75 (1):  155–64. (1993). doi:10.1016/S0092-8674(05)80092-3. PMID 8402895.
- “G2 delay induced by nitrogen mustard in human cells affects cyclin A/cdk2 and cyclin B1/cdc2-kinase complexes differently”. J. Biol. Chem. 268 (11):  8298–308. (1993). doi:10.1016/S0021-9258(18)53096-9. PMID 8463339.
- “Cdc25M2 activation of cyclin-dependent kinases by dephosphorylation of threonine-14 and tyrosine-15”. Proc. Natl. Acad. Sci. U.S.A. 90 (8):  3521–4. (1993). Bibcode: 1993PNAS...90.3521S. doi:10.1073/pnas.90.8.3521. PMC 46332. PMID 8475101.
- “Human immunodeficiency virus 1 envelope-initiated G2-phase programmed cell death”. Proc. Natl. Acad. Sci. U.S.A. 92 (25):  11889–93. (1995). Bibcode: 1995PNAS...9211889K. doi:10.1073/pnas.92.25.11889. PMC 40508. PMID 8524869.
- “Cyclin-dependent kinases are inactivated by a combination of p21 and Thr-14/Tyr-15 phosphorylation after UV-induced DNA damage”. J. Biol. Chem. 271 (22):  13283–91. (1996). doi:10.1074/jbc.271.22.13283. PMID 8662825.
- “Cyclin-binding motifs are essential for the function of p21CIP1”. Mol. Cell. Biol. 16 (9):  4673–82. (1996). doi:10.1128/MCB.16.9.4673. PMC 231467. PMID 8756624.